# 詹苏·迪瑞
詹苏·迪瑞（土耳其語：Cansu Dere，土耳其語發音：[dʒanˈsu deˈɾe]，1980年10月14日—），土耳其女演員、歌手、模特儿。

## 个人背景
1980年10月14日出生於土耳其首都安卡拉，是土耳其影視演員、模特和選美比賽亞軍。從伊斯坦布爾大學考古系畢業後，她於2004年初首次在電視和電影中亮相。

### 电视剧
不忠